# M. Shadows
Matthew Charles Sanders (sinh ngày 31 tháng 7 năm 1981), nổi bật với nghệ danh M. Shadows, là một ca sĩ và nhạc sĩ sáng tác bài hát người Mỹ. Anh là giọng ca chính và thành viên sáng lập ban nhạc heavy metal Avenged Sevenfold. Năm 2017, Shadows từng được bầu ở vị trí thứ ba trong danh sách Top 25 giọng ca chính hiện đại xuất sắc nhất của Ultimate Guitar.

## Thân thế
M. Shadows sinh ngày 31 tháng 7 năm 1981 tại Fountain Valley, California và lớn lên ở Huntington Beach, California. Anh có gốc gác Ireland và Ý. Anh được nuôi theo đạo Công giáo. Em gái anh là cựu vận động viên bóng rổ nữ Amy Sanders, cô kém anh hai tuổi. Niềm yêu thích nhạc rock của anh xuất phát từ những lần nghe các ban nhạc như Guns N' Roses lúc nhỏ sau khi cha tặng anh đĩa cassette đầu tiên, còn niềm yêu thích heavy metal lớn dần trong anh theo năm tháng và anh bắt đầu học chơi guitar. Anh liên hệ trải nghiệm âm nhạc đầu đời với cây đàn dương cầm, cho rằng đây là yếu tố chính giúp phát triển kỹ năng chơi guitar và giọng của anh. Anh theo học Trường trung học Huntington Beach, ở trường anh gắn bó một thời gian ngắn trong ban nhạc punk tên là "Successful Failure". Sau đó, Shadows thành lập Avenged Sevenfold vào năm 1999 cùng các bạn học trung học gồm Zacky Vengeance, The Rev và Matt Wendt.

## Nghệ danh
Giống như các thành viên khác của Avenged Sevenfold ngoại trừ Brooks Wackerman, anh sử dụng nghệ danh. Trong một lần phỏng vấn, Shadows nói anh chọn nghệ danh vì anh tự nhận mình là "nhân vật đen tối hơn cả trong nhóm". Chữ 'M' thay cho tên thật của anh là Matthew, anh không muốn lấy nó làm nghệ danh của mình vì cách phát âm từ đó. Anh cũng nói thêm rằng anh và ban nhạc chọn nghệ danh vì nhiều nhạc sĩ thành công khác từng ảnh hưởng đến họ cũng sử dụng nghệ danh (ví dụ Slash của Guns N' Roses, Munky của Korn và các thành viên của Slipknot). Shadows cũng nói trong một lần phỏng vấn khác về lý do các thành viên trong ban nhạc chọn nghệ danh cũng xuất phát từ ý định muốn "chọc tức khán giả".

## Phong cách hát

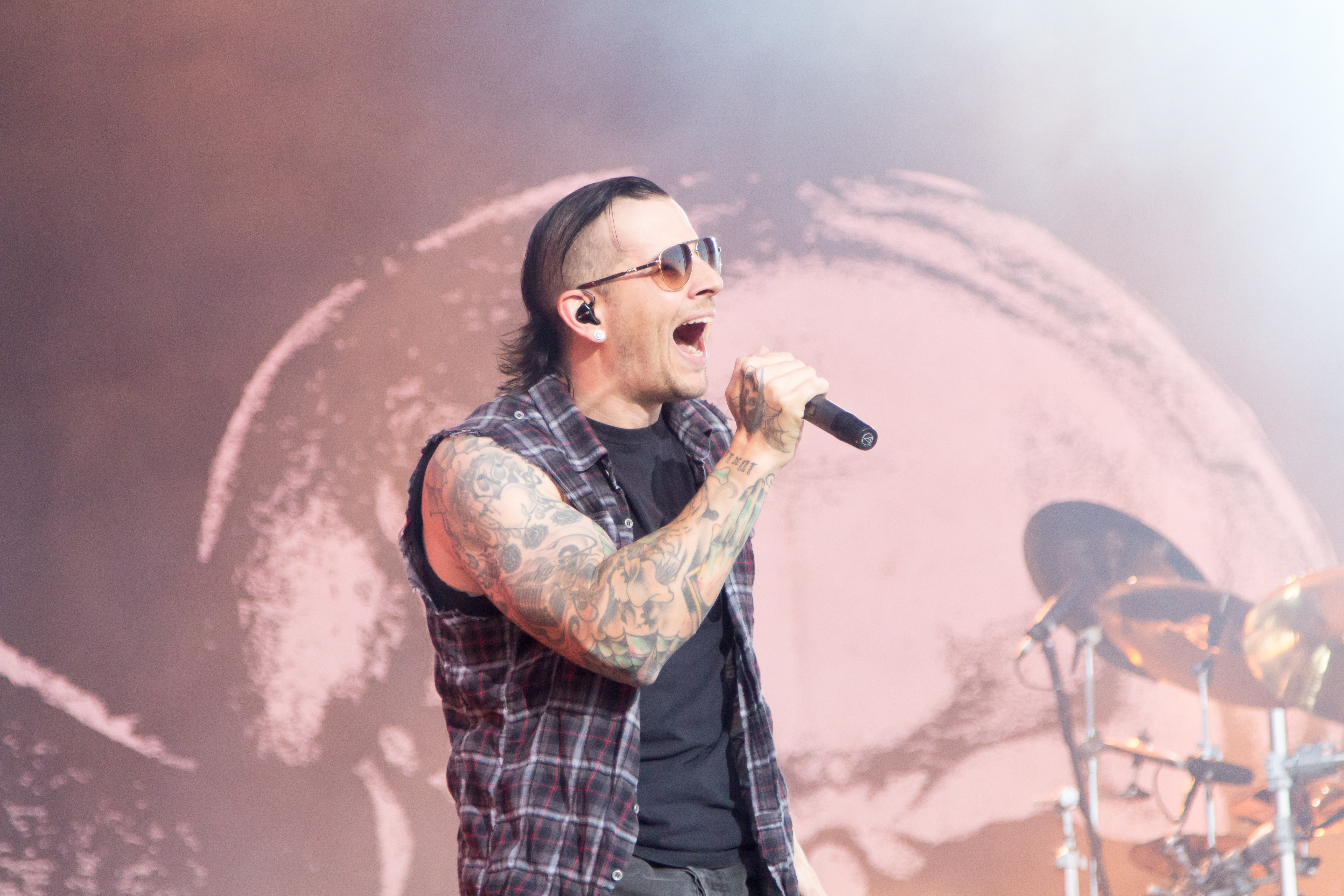
Shadows biểu diễn tại Nova Rock Festival vào tháng 6 năm 2014

Shadows sở hữu chất giọng baritone, song có thể hát thoải mái ở quãng tenor, thường xuyên chạm đến nốt Đô cao. Quãng giọng của anh trải dài gần bốn quãng tám, từ D2 đến A5 - nốt cao nhất của Shadows từng ghi nhận được. Phong cách hát của anh đã phát triển đáng kể qua nhiều năm. Ở đĩa nhạc thời lượng dài đầu tiên của ban là Sounding the Seventh Trumpet, anh thể hiện chất giọng harsh, growl theo kiểu metalcore với hạn chế về giọng hát clean (rõ tiếng). Ngày nhạc phẩm Waking the Fallen ra đời năm 2003 cho thấy sự tiến bộ của anh với những câu hát giàu giai điệu, nhưng vẫn giữ được ảnh hưởng từ giọng sceam. Tuy nhiên, thay đổi rõ rệt nhất nằm ở nhạc phẩm ra mắt hãng thu âm lớn của ban nhạc là City of Evil vào năm 2005; trong album này, tiếng scream chỉ làm nền một cách tối giản, hát giai điệu dữ dội hơn, và tăng cường nhấn mạnh vào những câu hook giai điệu và hòa âm. Shadows đã tìm đến Ron Anderson - huấn luyện viên thanh nhạc từng làm việc với Axl Rose và Chris Cornell.
Đặc biệt, Shadows còn muốn đưa tông hát gai góc, thô ráp hơn vào giọng của mình và làm việc với Anderson trong nhiều tháng vì chuyện này trước ngày thu âm City of Evil. Thay đổi này dẫn tới sự góp giọng mới tới từ từng thành viên trong các tiết mục diễn trực tiếp, và đây vẫn là thông lệ ở mọi sản phẩm của ban nhạc phát hành từ năm 2005.
Những tin đồn dấy lên cho hay Shadows đã mất khả năng hát scream do phải phẫu thuật cổ họng sau Warped Tour 2003. Tuy nhiên, nhà sản xuất Andrew Murdock đã dập tắt những tin đồn này: "Khi tôi gặp ban nhạc sau Sounding the Seventh Trumpet… Matt tặng tôi đĩa CD và nói, 'Đĩa nhạc này có tiếng scream. Đĩa nhạc bọn tôi muốn làm sẽ có nửa phần scream, nửa phần hát. Tôi không muốn scream thêm lần nào nữa… đĩa nhạc sau đó sẽ toàn là hát thôi.'"
Trong một lần phỏng vấn với Stevie Rennie vào ngày 28 tháng 10 năm 2014, Shadows nói rằng anh đã cố ý đổi giọng của mình trở nên bớt khàn và bị méo tiếng (distorted) hơn trong chuyến lưu diễn năm 2014. Anh đưa ra thay đổi này vì các live show dài hơn kéo dài từ một tiếng rưỡi đến hai tiếng nhằm hỗ trợ quảng bá Hail to the King. Shadows tiếp tục nói: "tốt hơn là bạn nên chăm sóc bản thân nếu không sẽ bị hủy show" và "tôi muốn hát những nốt chói tai".

## Dự án khác

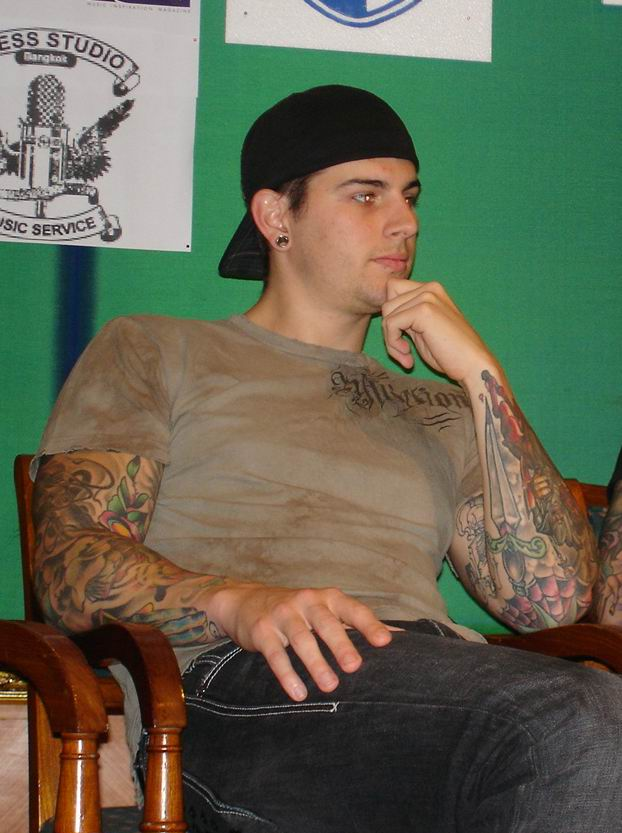
Shadows vào tháng 8 năm 2007

Shadows đã xuất hiện khách mời trong nhiều album của nhiều nghệ sĩ. Anh có mặt trong album Feel the Steel (2009) của Steel Panther và hát phần phiên khúc của "Turn out the Lights". Anh cũng sản xuất album Requiem (2007) của The Confession, theo một cuộc phỏng vấn M. Shadows xem đĩa nhạc là một trong những bước đầu tiên giúp cho Avenged Sevenfold tự sản xuất album trùng tên họ (2007). Anh còn hát trong bài "The River" của Good Charlotte trong album Good Morning Revival cùng đồng đội cùng ban nhạc Synyster Gates chơi guitar solo. Sản phẩm ra mắt album trùng tên Device vào tháng 4 năm 2013 có Shadows hát ở bài số chín "Haze". Anh cũng hát "Nothing to Say" ở album solo cùng tên Slash, cũng như "Go Alone" ở album đầu tay của Hell or Highwater. Anh cũng hiện diện trong album Sin and Bones của Fozzy, hát cùng Chris Jericho ở bài hát "Sandpaper".
Shadows còn là người bạn lâu năm với David Vonderhaar của Treyarch - các nhà phát triển của loạt trò chơi video Call of Duty: Black Ops; trong game Avenged Sevenfold đã tạo ra bốn ca khúc nguyên tác. Năm 2012, Shadows và Synyster Gates có một phần diễn khách mời ngắn trong Call of Duty: Black Ops II, trong game họ cung cấp giọng lồng tiếng và ghi hình chuyển động của chính mình. Ngoài ra vào tháng 6 năm 2013, Shadows tranh tài trong khuôn khổ Call of Duty gồm 128 đội tại MLG Anaheim, nằm trong Top 48. Tháng 7 năm 2019, Shadows được thêm làm nhân vật người chơi trong chế độ battle royale "Blackout" của Call of Duty: Black Ops 4 .

## Đời tư
Shadows đã kết hôn với Valary DiBenedetto vào ngày 17 tháng 10 năm 2009. Cặp đôi có hai người con trai: River chào đời năm 2012 và Cash chào đời năm 2014. Đồng đội cùng ban với Shadows, Synyster Gates kết hôn với chị em sinh đôi Michelle DiBenedetto của DiBenedetto, trở thành anh-em rể.
Tháng 6 năm 2020, trong vụ biểu tình George Floyd, Shadows đã đăng một op-ed cho tạp chí Revolver thông báo anh vận động cho phong trào Black Lives Matter. Trong đó, anh kêu gọi cả cộng đồng nhạc rock và metal "tiếp cận và thể hiện lòng trắc ẩn mà tôi biết đều ở trong tất cả chúng ta để giúp nâng cao đồng loại". Đặc biệt anh có động lực để viết truyện do thiếu người Mỹ gốc Phi trong cộng đồng hâm mộ của Avenged Sevenfold.
Những nghệ sĩ mà anh yêu thích gồm Guns N' Roses, Elton John, Pink Floyd, Bad Religion, Pennywise, NOFX, At the Gates, Dream Theater, Helloween, Iron Maiden, Korn, Megadeth, Metallica, Pantera, Queensrÿche, System of a Down, Mr. Bungle, H2O, Rancid, Disembodied và Knocked Loose.
Tháng 3 năm 2022, M. Shadows và giọng ca David Draiman của Disturbed chỉ trích dự luật về Đạo luật giáo dục về quyền của phụ huynh Florida: "Là phụ huynh của hai đứa trẻ (7 và 9 tuổi), chúng hỏi về sex và sử dụng từ 'gay' theo nghĩa xúc phạm. Nhận thức của trẻ nhỏ ở độ tuổi này làm tôi thấy rằng chúng ta nên giải thích nhanh hơn và thể hiện sự đồng cảm với tất cả mọi người… kể cả ở trường. (Tôi đã đọc toàn bộ dự luật)".

## Danh sách đĩa nhạc

### với Avenged Sevenfold
- Sounding the Seventh Trumpet (2001)
- Waking the Fallen (2003)
- City of Evil (2005)
- Avenged Sevenfold (2007)
- Live in the LBC & Diamonds in the Rough (2008)
- Nightmare (2010)
- Hail to the King (2013)
- The Stage (2016)
- Black Reign (2018)
- Life Is But a Dream... (2023)